# Aldo Ray
Aldo Ray, właściwie Aldo Da Re (ur. 13 czerwca 1926, zm. 27 marca 1991) – amerykański aktor filmowy.

## Życiorys

### Wczesne lata
Urodził się w Pen Agryl, w hrabstwie Northampton w Pensylwanii, w rodzinie pochodzenia włoskiego jako syn Marii Da Re i Silvio Da Re. Wychowywał się z pięcioma braćmi i jedną siostrą. Kiedy miał cztery lata, jego rodzina przeniosła się do Crockett w Kalifornii, gdzie jego ojciec rozpoczął pracę w cukrowni. Uczył się w John Swett High School, gdzie był zawodnikiem szkolnej drużyny piłkarskiej. Był także doskonałym pływakiem i uczył pływania młodszych dzieci.
W 1944, kiedy miał 18 lat, służył w Marynarce Wojennej Stanów Zjednoczonych, aby walczyć o swój kraj w czasie II wojny światowej. Służył w marynarce jako płetwonurek do czasu zakończenia wojny. Opuścił flotę w 1946 i powrócił do Crockett, gdzie kontynuował naukę w Vallejo Junior College i grał w piłkę nożną w swojej drużynie. Następnie interesował się polityką i studiował nauki polityczne na Uniwersytecie Kalifornijskim w Berkeley. Porzucił jednak studia, by w wieku 23 lat zostać policjantem, ale nie pracował długo.

### Kariera
W kwietniu 1950 Columbia Pictures w San Francisco poszukiwała sportowców do dramatu Saturday's Hero (1951) z Johnem Derekiem, Donną Reed, Alexandrem Knoxem i Sidneyem Blackmerem. Brat Aldo Raya, Guido, zobaczył artykuł w „San Francisco Chronicle” na temat przesłuchań i poprosił brata, by go tam zaprowadził. Reżyser David Miller był jednak bardziej zainteresowany Rayem niż jego bratem z powodu jego głosu i zaangażował go do roli Gene’a Hauslera. Ray czuł się swobodnie przed kamerą ze względu na swoje polityczne doświadczenie. W 1951 wystąpił w melodramacie kryminalnym Mickeya Rooneya My True Story jako Mark Foster, filmie noir Never Trust a Gambler z Cathy O’Donnell jako State Trooper i komedii przygodowej The Barefoot Mailman z Robertem Cummingsem.
George Cukor powierzył mu rolę Cheta Keefera w komediodramacie The Marrying Kind (1952) z Judy Holliday. Za rolę zazdrosnego boksera Davie’a Hucko w komedii romantycznej George’a Cukora Pat i Mike (Pat and Mike, 1952) u boku Spencera Tracy i Katharine Hepburn był nominowany do nagrody Złotego Globu dla najbardziej obiecującego nowego aktora. Gościł w operze mydlanej CBS Falcon Crest (1985) jako Phil McLish.
W 1989 zdiagnozowano u niego nowotwór złośliwy krtani przez nadmierne palenie papierosów i picie alkoholu. Po raz ostatni pojawił się na ekranie jako właściciel pizzerii Tony w komedii grozy Szatański pakt (Shock 'Em Dead, 1991) z Traci Lords, Michaelem Angelo Batio i Troyem Donahue. Zmarł 27 marca 1991 w Martinez w Kalifornii w wieku 64 lat.

## Życie prywatne
20 czerwca 1947 poślubił Shirley Green. Mieli córkę Claire (ur. 1951). Jednak w 1953 doszło do rozwodu. 30 września 1954 ożenił się z Jeff (prawdziwe imię Jean) Donnell. W 1956 rozwiódł się. 26 marca 1960 poślubił brytyjską aktorkę Johanną Bennet. Mieli dwóch synów: Erica (ur. 3 marca 1965) i Paula.

## Filmografia
- 1952: Pat i Mike jako David Hucko
- 1953: Panna Sadie Thompson jako sierżant O`hara
- 1955: Nie jesteśmy aniołami jako Albert
- 1957: Mężczyźni na wojnie jako sierż. "Montana"
- 1958: Nadzy i martwi jako sierżant Sam Croft
- 1960: Dzień, w którym obrabowano Bank Anglii jako Charles Norgate
- 1964: Prawo Burke’a jako pan Harlod
- 1966: Spryciarz Ed jako Eddie Hart
- 1967: Witajcie w Ciężkich Czasach jako bandyta z Bodie
- 1968: Zielone berety jako sierżant Muldoon
- 1968: Władza jako Bruce
- 1972: Bonanza jako Heiser
- 1972: Gończe koty (The Houndcats) jako Mussel Mutt (głos)
- 1975: Skarb Hitlera jako Wiliam Prior
- 1979: CHiPs jako Karl Beasley
- 1982: Kaftan bezpieczeństwa
- 1982: Tajemnica IZBY jako Sullivan (głos)
- 1982: Boxoffice jako Lew
- 1982: Mongrel jako Bouchard
- 1983: Bog jako szeryf Neal Rydholm
- 1983: Vultures jako Wally
- 1984: Frankensteins Great Aunt Tille jako burmistrz
- 1984: The Executioner part II jako komisarz
- 1985: Biohazard jako generał Randolph
- 1985: To Kill a Stranger jako inspektor Bendict
- 1985: Evils of the Night jako Fred
- 1986: Prison Ship jako Inkwizytor
- 1986: Terror on Alcatraz jako Frank Morris
- 1987: Sycylijczyk jako Don Siano of Bisquaino
- 1987: Terror Night jako kapitan Ned
- 1987: Nocny sąd jako szeryf Beny
- 1987: Glina z Hollywood jako pan Fong
- 1989: Strzelcy jako generał Makepeace
- 1989: Zbrodnia Wszech Czasów jako Johnson